# Ewa Garczyńska
Ewa Garczyńska, po mężu Czernuszewicz (ur. 19 maja 1955 w Cieplicach Śląskich) – polska lekkoatletka, skoczek w dal, mistrzyni i reprezentantka Polski.

## Kariera sportowa
Była zawodniczką MKS Podgórze Karkonoskie, MKS MDK Karkonosze Jelenia Góra i AZS Wrocław.
Na mistrzostwach Polski seniorek na otwartym stadionie zdobyła trzy medale w skoku w dal: złoty w 1976 i dwa brązowe (1977 i 1979). W 1981 została w tej samej konkurencji halową wicemistrzynią Polski seniorek, a w 1978 zdobyła brązowy medal.
Reprezentowała Polskę w półfinale Pucharu Europy w 1981, zajmując w skoku w dal 4. miejsce, z wynikiem 6,26. 
W 1978 ukończyła studia w Akademii Wychowania Fizycznego we Wrocławiu, następnie pracowała jako nauczycielka wychowania fizycznego w Szkole Podstawowej nr 74 we Wrocławiu.
Lekkoatletą był także jej starszy brat, Waldemar Garczyński (ur. 1951), m.in. finalista mistrzostw Polski seniorów w 1975 w biegu na 3000 m z przeszkodami.
Rekord życiowy w skoku w dal: 6,44 (15.07.1981).